# Criteuil-la-Magdeleine
Criteuil-la-Magdeleine è un comune francese di 438 abitanti situato nel dipartimento della Charente, nella regione della Nuova Aquitania.

## Società

### Evoluzione demografica
Abitanti censiti